# Mobscene
«Mobscene» (estilizado como «mOBSCENE») es el primer sencillo del quinto álbum de Marilyn Manson, The Golden Age of Grotesque. La canción fue escrita por Marilyn Manson y producida por Tim Skold y Manson. Se ha convertido en uno de los temas distintivos de la banda, similar a The Dope Show o The Beautiful People. En el 2004, Marilyn Manson obtiene su tercera nominación al Grammy por mOBSCENE, en la categoría Best Metal Performance.
Está basado en el tema «Be Aggressive» de Faith No More.

## Listado
1. «mOBSCENE» (versión del CD)
2. «Tainted Love» (Re-Tainted Interpretation)
3. «mOBSCENE» (Sauerkraut Remix)
4. «Paranoiac» (Remix de Para-noir)

## Créditos
1. Producción y arreglos: Marilyn Manson
2. Ingenieros: Ben Grosse, Marilyn Manson, Tim Skold
3. Programación y Edición: Tim Skold
4. Coproducida y mezclada por Ben Grosse
5. Publicada por EMI BLACKWOOD MUSIC ON BEHALF OF ITSELF, SONGS OF GOLGOTHA MUSIC (BMI), GTR. HACK MUSIC/CHRYSALIS MUSIC.
6. Música: John 5, Marilyn Manson
7. Letra: Marilyn Manson

## Posiciones más altas
- Billboard Mainstream Rock Tracks de EE. UU.: 18
- Billboard Modern Rock Tracks de EE. UU.: 26
- MTV Latinoamérica TOP 20 ROCK 2003 (video): 12
- España TOP 20: 11
- Italia TOP 20: 14
- Portugal TOP 20: 4
- Canadá TOP 20: 4
- Europa TOP 100 Singles: 4

## Video
El videoclip de la canción figura dentro de los más populares y artísticos de su carrera. Codirigido por Manson y Thomas Kloss, fue filmado en tres días: dos días en el Teatro Henry Fonda, Hollywood Blvd. (Los Ángeles), y el tercer día en un lugar desértico llamado Vásquez Rocks, ubicado una hora al norte de Los Ángeles. Su filmación tomo lugar en marzo del 2003 y finalmente fue lanzado en abril. Visualmente, el clip agrupa todas las ideas estéticas que componen The Golden Age of Grotesque, ya que Manson dijo que el diseño del video fue creado antes por el que la letra de la canción". Manson quería componer una canción en donde hubiera un elefante en el desierto y un piano en llamas, ambos elementos se convirtieron en tomas que se utilizaron en el video. Se realizó un casting para encontrar a las Rocketts, un grupo de mujeres que bailan al ritmo del coro de la canción y que son parte importante del video, al vestir uniformes militares y presentar rostros parcialmente maquillados con motivos tétricos, una idea que es parte de la colaboración entre Manson y Gottfried Helnwein.